# André Almeida
André Gomes Magalhães de Almeida, född 10 september 1990, är en portugisisk fotbollsspelare. Han har även representerat Portugals landslag. 
Almeida var med i Portugals trupp vid fotbolls-VM 2014.